# Для її дитини
«Для її дитини» (англ. For Her Child) — американська короткометражна драма 1914 року з Ірвінгом Каммінгсом в головній ролі.

## У ролях
- Ірвінг Каммінгс —Роберт Харпер, батько
- Етель Джютт — Елін Харпер, його дружина
- Гелен Беджлі — Елізабет Харпер, їхня дочка
- Том Аткін — Том, брат Елін
- М. Перрі Гортон — зломщик
- Лідія Мід — прислуга
- Біллі Ноель — поліцейський
- Гаррі Маркс — поліцейський